# Oelsnitz/Erzgeb.
Oelsnitz/Erzgeb. je město v německé spolkové zemi Sasko. Nachází se v zemském okrese Krušné hory a má přibližně 11 tisíc obyvatel.

## Historie
Na konci 12. století založili vesnici Oelsnitz rytíři z Oelsnitzu. V roce 1219 byl zmíněn rytíř Rembertus de Oelsnitz. V roce 1297 byl Apecz de Oelsnitz uveden jako člen rodu Schönburgů sídlících na zámku Lichtenstein. Podle tradice nesla rytířská rodina ve zlatém damaškovém štítu červenou šikmou tyčku pokrytou třemi stříbrnými kuličkami. Přilba nese zlatý let, který je označen tyčí štítu. Kronikář, mnich známý jako Pirnaic popisuje rytíře z Oelsnitz jako "rodiny z vesnice Lunckwicz". Části rytířského panství, jsou v lidových tradicích známé dodnes.
Jméno Oelsnitz, je původně název pole nebo vody, a je staré asi 1000 let. Název pochází, stejně jako u Oelsy (něm. Löbau) – ze starého srbského výrazu olešnice, který vyjadřoval osadu nebo potok v olšovém lese. Olša je v překladu olše, (Wólša).
Oelsnitz je poprvé zmíněn v listině z roku 1386, jako farní ves s kostelem již v roce 1286. V roce 1399 koupil Veit von Schönburg statky v Oelsnitz, Mülsen a Dennheritz.
Od rozdělení Lipska v roce 1485 bylo místo až do roku 1547 pod kontrolou dvou různých panovníků. Územní správní jednotka (Amt Grünhain) a městečko Wildenfels s usedlostmi patřilo do správy saského voliče Ernsta, zakladatele Ernestinské rodové větve šlechtického rodu Wettinů, a vesnice Lugau, patřila do správy Albrechta Statečného, zakladatele Albertinské rodové větve šlechtického rodu Wettinů a jejich vévodství v Sasku.
Rozvoj města Oelsnitz byl ovlivněna rolnickou válkou a reformací na začátku 16. století, třicetiletou válkou v letech 1618–1648 a v neposlední řadě i dvěma světovými válkami.
Nejvýznamnější období vzestupu v historii Oelsnitz však začalo objevováním černého uhlí v oblasti Lugau-Oelsnitzer. Horský prospektor ze Zwickau Karl Gottlob Wolf objevil tato ložiska v oblasti dnešního okresu Neuoelsnitz. Po Wolffově úspěchu mluvili kronikáři o opravdové počáteční uhelné horečce. V roce 1844 bylo již provozováno šest nových dolů s četnými šachtami. V roce 1858 byl Oelsnitz připojen k železniční síti Chemnitz – Würschnitzer, zvané jako Uhelná cesta, od které se oddělila železnice Neuoelsnitz – Wüstenbrand, existující až do roku 1990. Mezi lety 1913 a 1960 provozovalo město meziměstské tramvajové spojení Hohenstein-Ernstthal–Gersdorf–Oelsnitz.
Rozvoj těžby uhlí nepřinesl pouze výhody. Důlní škody způsobené těžbou uhlí se projevovaly poklesem půdy, někdy o více než 17 metrů. Četné budovy v centru města musely být zbourány. Tento vývoj vedl také k restrukturalizaci vnitřního města.
Označení města podle Krušných hor pochází z roku 1883, aby se předešlo záměně s městem Oelsnitz/Vogtland.
V roce 1913 navštívil král Friedrich August III. šachty a uhelná pole.
V roce 1924 byla obec Oelsnitz povýšena na statut města Saskou státní kanceláří.
Na začátku nacistické éry na jaře 1933 členové SA-Standarte 183 brutálně zneužívali politické odpůrce na náměstí a ve vazebních celách pod Spořitelnou. Bylo prokázáno celkem 74 vězňů. 42 z nich bylo identifikováno podle jména.
Těžba černého uhlí byla přerušena v roce 1971 a všechny doly byly postupně zatopeny. Tento proces trval až do roku 1975. V roce 1986 bylo otevřeno hornické muzeum v části dolu „Karl Liebknecht“ v Neuoelsnitz.
V roce 2010 hostil Oelsnitz saský den s 380 000 návštěvníky. Za tímto účelem bylo Tržní náměstí v předstihu kompletně zrekonstruováno a v městské části byly vytvořeny větší a menší plochy pro akce a otevřené prostory.
2. února 2011 město Oelsnitz zvítězilo se svou přihláškou o pořádání Zemských zahradních slavností proti šesti konkurentům a byl mu udělen kontrakt na pořádání 7. saské Zemské zahradní výstavy pro rok 2015.
Zahradní festival, který se konal od 25. dubna do 11. října 2015, a kterého se zúčastnilo více než 415 000 návštěvníků, se konal na 15 hektarovém místu po bývalém železničním nádraží. Po skončení festivalu toto místo zůstalo jako rekreační park s mnoha využitími. S velkorysými výsadbami, trávníky, železničním a vodním hřištěm, skate parkem, naučnou stezkou, Kneippovým zařízením a ukázky věže, dříve používané k extrakci soli. Tento projekt, nazvaný Občanský a rodinný park byl v listopadu 2015 oceněn saskou státní cenou za kulturu staveb. V květnu 2019 získalo město cenu Karla Foerstera za vynikající produkci a další rozvoj zelených ploch. U vchodu do parku, na původním nádvoří železniční stanice je fontána „Černého zlata“, která připomíná těžbu uhlí v okrese a poukazuje na budoucí využití solanky.

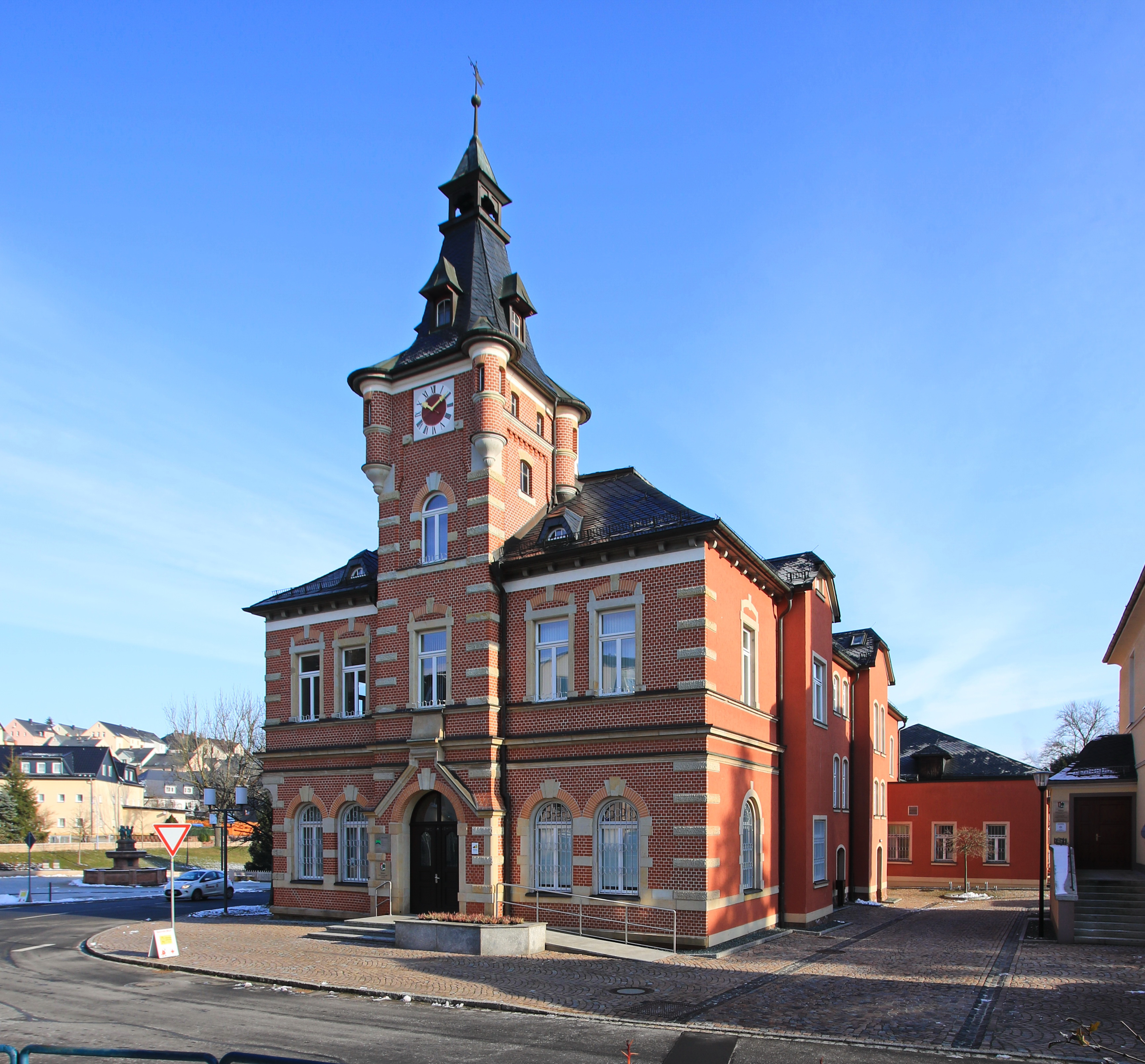
Místní radnice

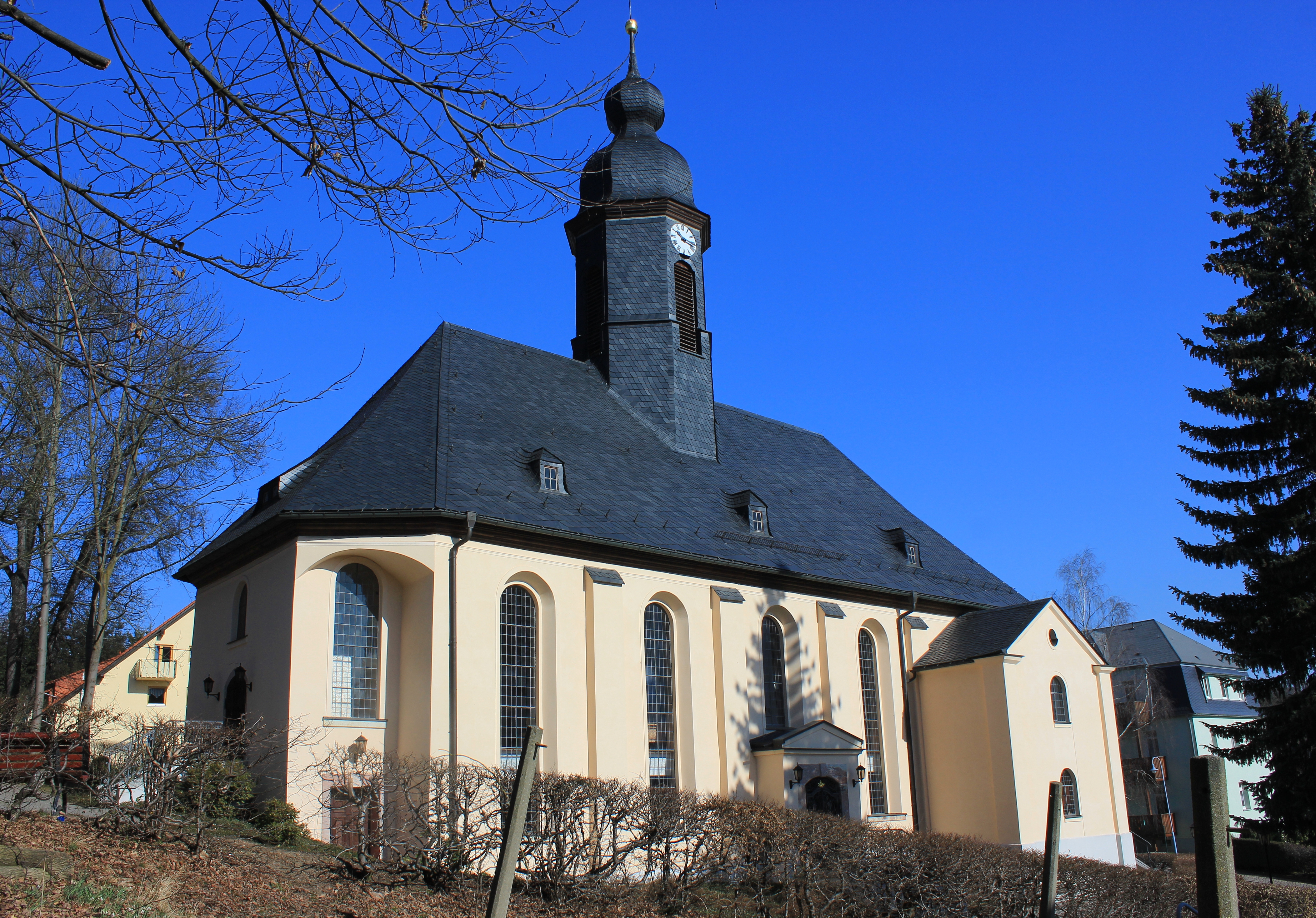
Evangelický kostel

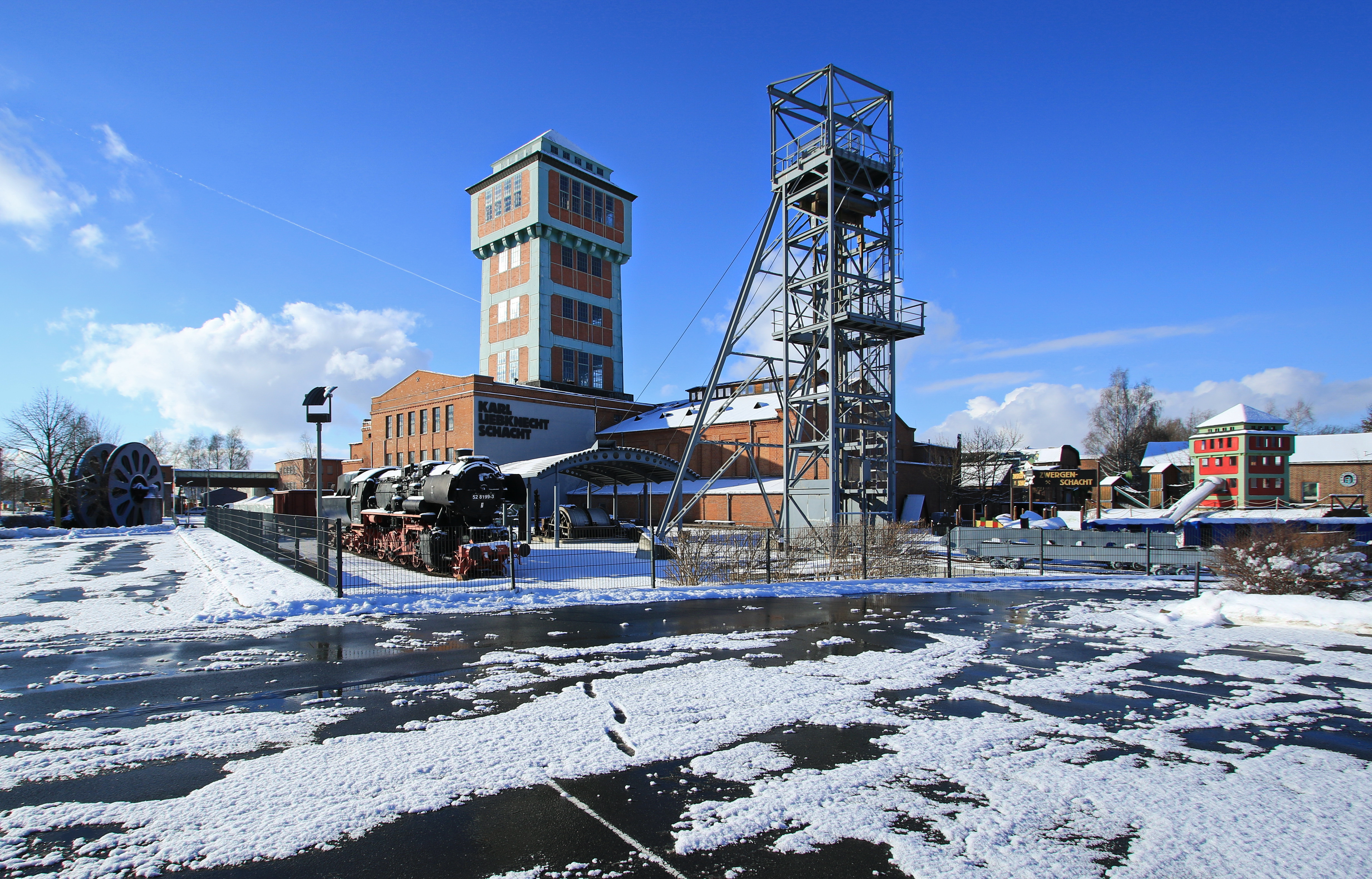
Areál hornického muzea

## Městské symboly
Město má znak, úřední pečeť a logo.

### Znak
Znak města je svisle rozdělen, nalevo horník v kroji s „Gezäh“ (nástroj), na pravé tři olše, které „hovoří“ o slovanském původu názvu místa. Zahrnuty jsou bílo zelené saské státní barvy a červeno bílé barvy města.

### Pečeť
Znak je také umístěn na oficiální pečeti.

### Logo
V roce 2016 se městská rada rozhodla použít slovní obrazovou značku „Místo někde město Oelsnitz Krušné hory“. Logo obsahuje prvky: věž hornického muzea (obrys), solanková věž (silueta), rekultivovaná halda (zelená barva), solanka (modrá barva) a uhlí (černá barva). Představuje živé, zelené, rušné město Oelsnitz s vzrušující historií a četnými nápady do budoucna.

## Geografie
Město leží v povodí německých Krušných hor asi 14 km východně od Zwickau a 20 km jihozápadně od Chemnitz. Místo leží na řekách Hegebach, přítoku Lungwitzbaches a na Würschnitzu, přítoku řeky Chemnitz.

### Sousední města a obce v okolí
Sousedními městy a obcemi jsou města Lugau a Stollberg/Erzgeb., obce Hohndorf a Niederwürschnitz v okrese Krušné hory, stejně jako města Lichtenstein a Hartenstein a obce Gersdorf a Mülsen v okrese Cvikov.

## Správní členění
- Neuoelsnitz (viz také nádraží Neuoelsnitz)
- Neuwürschnitz má kolem 2500 obyvatel, rozlohu 6,57 km² a skládá se z vsí Oberwürschnitz, Neuwiese a Neuwittendorf. Vesnice byla začleněna do města Oelsnitz 1. ledna 1999.[7]
- Niederoelsnitz
- Oberoelsnitz
- Waldesruh

Rozdělení na Oberoelsnitz a Niederoelsnitz existuje pouze v místním zvyku. Neuoelsnitz, Neuwürschnitz a Waldesruh jsou prostorově odděleny od skutečného centra města.

## Turistika (kultura a památky)
Svědky uhelného hornictví v bývalém těžebním revíru Lugau-Oelsnitz patřila původně do vybraných míst v UNESCO uplatnění těžebních oblastí v Krušných horách. Jsou uvedeny jako přidružené stránky od června 2017. Patří sem hornické muzeum v Oelsnitz / Erzgeb.. (dříve Karl-Liebknecht-Schacht), obranná osada Krug-Villa, Willibald-Emmrich-Straße, Deutschlandschachthalde, stavební soubor střediska odborné školy v Oelsnitz / Erzgeb. a radnice (bývalý kulturní dům Hans Marchwitz).

### Hornické muzeum
Vyřazená šachta Karl Liebknecht bývalá šachta císaře Augusta, se nachází v Neuoelsnitzu. Těžilo se tu uhlí od první poloviny 19. století do 31. března 1971. Nadzemní budovy a zařízení byly poté použity jako muzeum saské těžby. Výstavní prostory jsou navrženy jako výstavní důl a dostanete se k nim krátkou jízdou výtahem. Poskytují návštěvníkům jasný obrázek o práci uhelných dolů a použité těžební technologii. V srdci muzea je ležící dvojče parních provozuschopných dopravníků z roku 1923, každý o výkonu 1800 HP. Dochované nadzemní tovární budovy obsahují stálou expozici o těžbě uhlí v oblasti Lugau-Oelsnitzer, o technických, ekonomických a sociálních dějinách regionu. Od října 2010 bylo možné se v rotundě naučit zajímavým a živým způsobem, jak se uhlí vyrábí. Vrcholem je černouhelný les rekonstruovaný z fosilních nálezů z uhelných dolů, což realisticky představuje flóru v uhlíkovém věku před 300 miliony let. A v neposlední řadě je z klikaté věže působivý panoramatický výhled.

### Sportovní muzeum
„Saská výstava sportu a her“ podává pohled na vývoj sportu v regionu a ukazuje unikátní exponáty dokumentující vývoj sportu od roku 1885. Bylo otevřeno v roce 2014 v „House of Time“ na Radničním náměstí. Sportovní muzeum pravidelně navštěvují současní i bývalí špičkoví sportovci, soutěžní rozhodčí.

### Galerie Heinrich – Hartmann haus
V budově galerie "Heinrich Hartmann House" se neustále mění výstavy různých žánrů pro milovníky současného umění.

### Památky a umění ve veřejném prostoru
V posledních letech bylo v městských oblastech zrekonstruováno mnoho architektonických památek a připraveno pro jejich budoucí využití. Vynikajícím příkladem historické stavební kultury v Oelsnitz je bývalý obchodní dům Schocken na Meinertstrasse 18, který byl otevřen bratry Schockenovými v roce 1904 a v čistém stylu obchodního domu od roku 1928 do roku 1930 přestavěn Bernhardem Sturtzkopfem, asistentem Waltera Gropiause. O soudobé historii svědčí také mnoho dalších náročně restaurovaných budov ve městě. Příkladem je panský dům rytířského statku Oelsnitz, nacházející se v uličce Mittelgasse s hrázděnými domy, impozantní obytná a komerční budova „Grüßer“ z období vévodství, vily a radnice ve stylu historismu, secesní budova na ulici Dr. Otto Nuschke, obytné budovy na Schleifenweg a Schulstrasse, postavené ve stylu Art Deco, stejně jako Lutheránský kostel v oblasti Neuwiese, postavený Paulem Kranzem a malovaný ve stylu Art Deco Dore Mönkemeyer-Corty. Také části některých hornických osad, postavených ve 20. letech v souvislosti s rozšířením těžebních zařízení, jsou velmi dobře zachovány. Patří k nim Höhlholzsiedlung a Waldesruhsiedlung.
Současné umělecké zkoumání historických, ekonomických a uměleckých dějin města se odehrává v suterénu malé signální schránky na bývalém zahradním parkovišti. Zde se umělec Frank Maibier z Chemnitz zabývá instalací „Poezie energie“ ve formě podlahové mozaiky vyrobené z tuny černého uhlí kombinované s textem „Neskutečný květen“ od spisovatele Reiner Kunze, který se narodil v Oelsnitz, a tak vytváří místo paměti a poezie.

## Osobnosti
- Harald Irmscher (* 1946), fotbalista

## Partnerská města
- Avion (Francie) od roku 1961
- Mimoň (Česko) od roku 1968
- Sprockhövel (Německo) od roku 2000
- Chodov (Česko) od roku 2004